# Sojuz T-3
Sojuz T-3 (ryska: Союз Т-) var en flygning i det sovjetiska rymdprogrammet. Det var den första tremansflygningen med Sojuz-T. Ett av huvudsyftena med flygningen var att utföra reparationer på rymdstationen Saljut 6. Farkosten sköts upp med en Sojuz-U-raket från Kosmodromen i Bajkonur den 27 november 1980. Den dockade med rymdstationen den 28 november 1980. Farkosten lämnade rymdstationen den 10 december 1980. Några timmar senare återinträdde den i jordens atmosfär och landade i Sovjetunionen.